# Ulla Rantala
Ulla Rantala, född 1 maj 1957, är en finländsk bågskytt. Hon deltog vid olympiska sommarspelen 1984.